# Antony Hickling

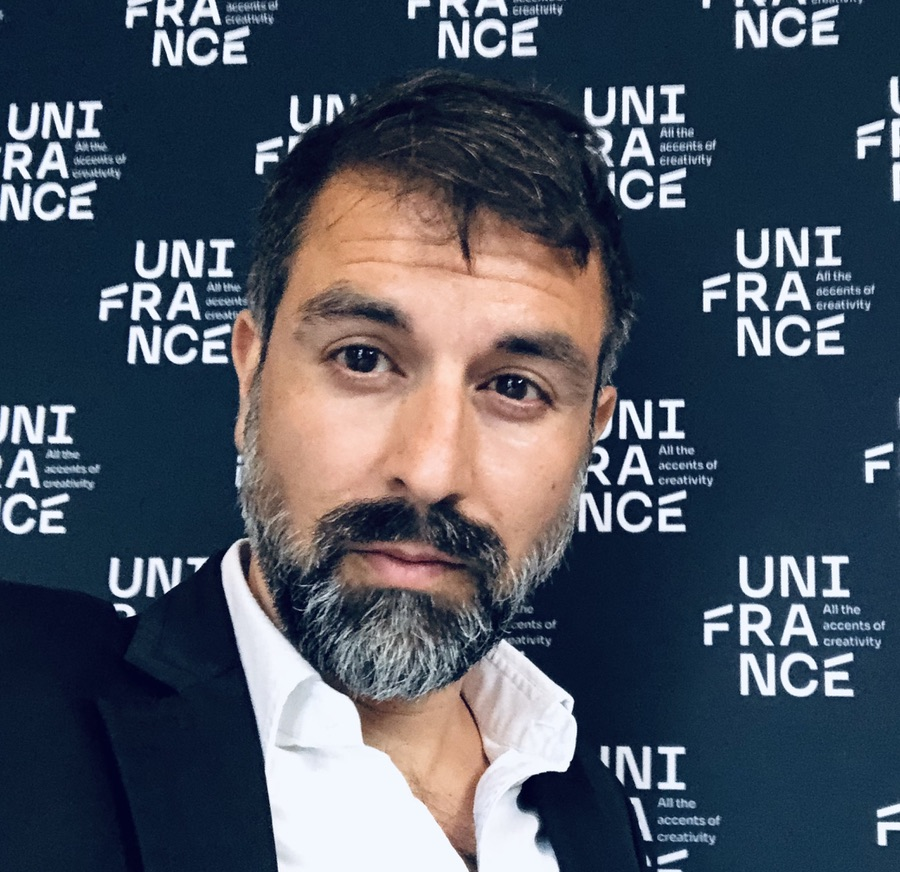
Antony Hickling 2023

Antony Hickling (* 8. November 1975 in Johannesburg, Südafrika) ist ein anglo-französischer Schauspieler und Filmemacher.

## Leben
Nach seinem Schauspielstudium in Manchester arbeitete Hickling zunächst als Schauspieler in England, bevor er sich in Paris niederließ, um dort Filmregie zu studieren. Parallel zu seinem Studium setzte er seine Schauspielkarriere in Frankreich fort, unter anderem in Filmen von Luc Besson, Todd Verow und Jean-François Laguionie. Mit der Kurzfilm-Trilogie Birth debütierte Hickling 2010 als Autor und Regisseur. Zwischen 2011 und 2013 folgte eine zweite Trilogie, Little Gay Boy, die zu einem weltweiten Festivalerfolg wurde und im Herbst 2013 zu einem abendfüllenden Spielfilm zusammengeschnitten wurde. Für den Thriller One Deep Breath tat er sich mit dem deutschen Filmemacher André Schneider zusammen.
Hicklings Filme zeichnen sich durch religiöse Symbolismen und explizite, ins Artifizielle verzogene sexuelle Darstellungen aus. Sie werden weltweit auf Filmfestivals gezeigt (u. a. Festival of films Gays & Lesbien Paris FFGLP, Gay et Lesbien film festival of Turin, Festival Internacional de Cine Lésbico y Gai de Madrid, Mix Brasil Festival of Sexual Diversity, Porn Film Festival Berlin, The International Film Festival of Uruguay, Iris Prize Wales, Durbun Film festival South Africa, BFI Flare London, TimiShorts Romania, Cinemarge Bordeaux, Next Film festival Romania, Queer Lisboa, Zinegoak Bilboa, TLV Fest Israel, Merlinka festival, MIX Copenhagen, Rio Festival of Gay Cinema, Queer Lisboa, L’étrange Films Festival Forum des Images France) und werden mit den Werken von Peter Greenaway, Derek Jarman und David Lynch verglichen.
Neben seiner Tätigkeit als Filmemacher arbeitet Hickling weiterhin als Voice Actor für Werbespots, Computerspiele, Cartoons und Animationsfilme.

## Filmografie (Auswahl)

### Schauspieler
- 2008: 8th Wonderland (Regie: Nicolas Alberny, Jean Mach)
- 2010: Arthur und die Minimoys 3 – Die große Entscheidung (Regie: Luc Besson)
- 2010: Heavy Rain, Rolle: Gordi Kramer
- 2011: The Lady, (Regie: Luc Besson)
- 2016: Louise en hiver,[1]
- 2016: Long Way North[2]
- 2023: Lupin, Rolle: Max Moller[3]

### Regisseur
- 2010: Birth 1, 2 & 3 (auch Drehbuch)
- 2011: L’Annonciation or The Conception of a Little Gay Boy (auch Drehbuch)
- 2011: Q.J.  (auch Drehbuch)
- 2012: Little Gay Boy, ChrisT Is Dead (auch Drehbuch)
- 2013: Holy Thursday (The Last Supper) (auch Drehbuch)
- 2013: The End of Cruising (mit Todd Verow)
- 2013: Little Gay Boy (auch Drehbuch) (mit Manuel Blanc)
- 2014: One Deep Breath (mit Manuel Blanc, André Schneider)
- 2016: Where Horses Go To Die[4]
- 2018: Frig[5]
- 2021: Down In Paris
- 2023: An afternoon with Patrick Sarfati[6]
- 2024: Ella[7] (geschrieben von Benedict Wells)